# Cuc paràsit

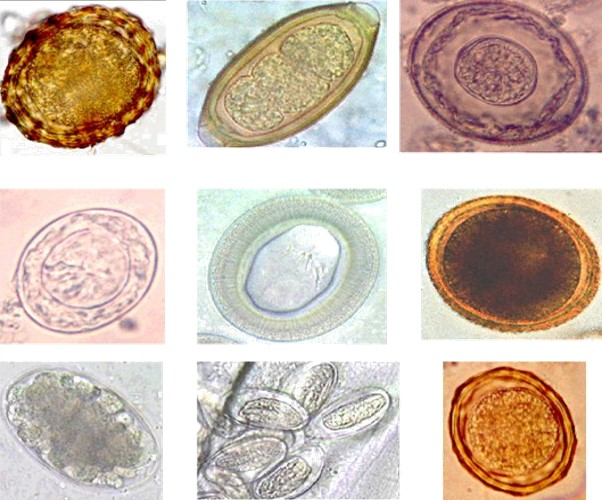
Ous de diferents cucs paràsits

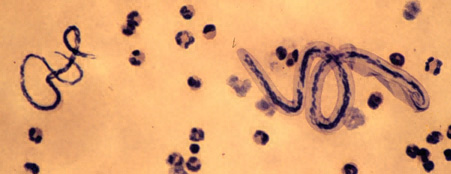
Cucs paràsits: el loa loa a la dreta i el Mansonella perstans a l'esquerra.

Un helmint o cuc paràsit és el que passa gran part de la seva vida als teixits d'un altre organisme (hoste), al qual li causa un dany però, en general, no arribar a matar-lo directament; així són causa de les helmintosis.
La majoria són cucs intestinals que es transmeten al sòl i infecten el tracte gastrointestinal, com ara Enterobius vermicularis (oxiür). Reben alimentació i protecció mentre alteren la capacitat dels hostes d'absorbir nutrients. Això pot causar debilitat i malalties a l'hoste. Els cucs paràsits no es poden reproduir completament en els humans; tenen un cicle de vida que inclou algunes etapes que han de tenir lloc fora del cos humà. Els helmints són capaços de sobreviure als seus hostes mamífers durant molts anys a causa de la seva capacitat de manipular la resposta immunitària de l'hoste secretant productes immunomoduladors. Tots els cucs paràsits produeixen ous durant la reproducció. Aquests ous tenen una closca forta que els protegeix contra diverses condicions ambientals. Per tant, els ous poden sobreviure al medi ambient durant molts mesos o anys.
Altres cucs paràsits, com els esquistosomes, resideixen en els vasos sanguinis.
Erròniament es parla de cucs paràsits per a descriure certes larves de les mosques responsables de les miasis.

## Taxonomia
Hi ha diversos grups taxonòmics de cucs paràsits.
- Nematodes (cucs rodons) paràsits com Ascaris, Enterobius, Trichuris trichiura, Onchocerca.
- Platihelmints (cucs plans) paràsits, com ara: 
  - Trematodes: esquistosomes, Fasciola hepatica, Clonorchis sinensis
  - Cestodes: tènia, botriocèfal, etc.